# Brabham BT55
Pour les articles homonymes, voir Brabham.
Chronologie des modèles (1986)
Brabham BT54 Brabham BT56
La Brabham BT55 est une monoplace de Formule 1 conçue par Gordon Murray et David North et engagée par l'écurie britannique Brabham Racing Organisation dans le cadre du championnat du monde de Formule 1 1986. Elle est pilotée par l'Italien Riccardo Patrese et son compatriote Elio De Angelis, remplacé par le Britannique Derek Warwick en cours de saison après un accident mortel survenu lors d'essais privés sur le circuit du Castellet.
La BT55, équipée d'un moteur BMW M12/13 turbocompressé et de pneumatiques Pirelli, n'a signé ni meilleur tour en course, ni pole position, ni victoire.

## Historique
Conçue par l'ingénieur sud-africain Gordon Murray, la BT55 se distingue par un moteur BMW M12/13 turbocompressé incliné à 72°, permettant la mise au point d'une monoplace plate afin de dégager le flux d'air de l'aileron arrière et générer ainsi un maximum d'appui aérodynamique. La voiture en voit son centre de gravité abaissé, ce qui a pour effet d'en améliorer la tenue de route. Toutefois, la BT55 se révèle être très difficile à mettre au point : dès les essais du Grand Prix du Brésil, un mécanicien révèle : « Cette voiture n'a aucune chance de faire quoi que ce soit au Brésil. Non seulement le circuit de refroidissement est loupé, mais la boîte de vitesses est terriblement fragile, il faut la redessiner. Nous n'avons encore jamais mis la pression de turbo à fond comme en qualifications, mais il est clair que le jour où nous le ferons, la boîte volera en éclats. De toute façon le problème ne se pose pas pour le moment : nous ne pouvons pas mettre le « boost » parce que l'échangeur ne fonctionne pas assez bien… »,.
Après deux premières courses difficiles, Riccardo Patrese marque son premier point de la saison en terminant sixième du Grand Prix de Saint-Marin, au volant d'une BT55 équipée d'une nouvelle suspension arrière, de larges déflecteurs aérodynamiques arrière et d'un nouveau capot moteur.
Le 14 mai 1986, peu avant l'épreuve belge, lors d'essais privés organisés sur le circuit du Castellet, Elio De Angelis, lancé à 270 km/h, perd son aileron arrière : sa BT55 fait une série de tonneaux et retombe sur son arceau, derrière les barrières de sécurité, dans le virage de la Verrerie. Blessé à la colonne vertébrale, l'Italien attend de longues minutes avant que les secours ne l'extraient de sa monoplace et inhale une importante quantité de monoxyde de carbone. Plongé dans le coma, Elio De Angelis décède le lendemain à l'hôpital de la Timone de Marseille. Après avoir un temps envisagé de déclarer forfait, Brabham n'engage qu'une monoplace, celle de Patrese, à Spa-Francorchamps.
À partir de la manche suivante, au Canada, la seconde BT55 est confiée au Britannique Derek Warwick. Ce dernier ne marque aucun point au volant de cette monoplace et subit les nombreux problèmes de fiabilité du moteur BMW. De son côté, Patrese termine sixième à Détroit.
En Grande-Bretagne, Patrese pilote la Brabham BT54 de la saison précédente afin d'en comparer les accélérations et les reprises avec celles de la BT55, dont la mise au point est très difficile. Néanmoins, Warwick, au volant de la BT55, se qualifie en neuvième position, tandis que Patrese est quinzième.
Enfin, en Autriche, Warwick est victime d'un spectaculaire accident lors des essais du vendredi : à pleine vitesse, une de ses roues éclate, sa voiture décolle dans les airs et atterrit derrière les barrières de sécurité. Il en ressort indemne. Le lendemain, Patrese, quatrième des qualifications, est victime de l'explosion de son moteur BMW, incendiant sa monoplace (il s'agissait du mulet de l'écurie). Le lendemain, l'Italien s'aperçoit que les vitesses ne se passent pas correctement dans sa voiture. Le patron de l'écurie, Bernie Ecclestone, décide de confier la monoplace de Warwick à Patrese : le Britannique, qualifié dixième, est forfait pour la course. Néanmoins, Patrese abandonne au bout de deux tours en raison de la casse de son moteur.
Au terme de la saison, Brabham se classe neuvième au championnat du monde des constructeurs avec deux points, tous marqués par Riccardo Patrese, qui est dix-septième du championnat du monde des pilotes.

## Résultats en championnat du monde de Formule 1
| Saison | Écurie                        | Moteur        | Pneus   | Pilotes          | Courses | Courses | Courses | Courses | Courses | Courses | Courses | Courses | Courses | Courses | Courses | Courses | Courses | Courses | Courses | Courses | Points inscrits | Classement |
| Saison | Écurie                        | Moteur        | Pneus   | Pilotes          | 1       | 2       | 3       | 4       | 5       | 6       | 7       | 8       | 9       | 10      | 11      | 12      | 13      | 14      | 15      | 16      | Points inscrits | Classement |
| ------ | ----------------------------- | ------------- | ------- | ---------------- | ------- | ------- | ------- | ------- | ------- | ------- | ------- | ------- | ------- | ------- | ------- | ------- | ------- | ------- | ------- | ------- | --------------- | ---------- |
| 1986   | Motor Racing Developments Ltd | BMW M12/13 L4 | Pirelli |                  | BRÉ     | ESP     | SMR     | MON     | BEL     | CAN     | DET     | FRA     | GBR     | ALL     | HON     | AUT     | ITA     | POR     | MEX     | AUS     | 2               | 9e         |
| 1986   | Motor Racing Developments Ltd | BMW M12/13 L4 | Pirelli | Riccardo Patrese | Abd.    | Abd.    | 6e      | Abd.    | 8e      | Abd.    | 6e      | 7e      |         | Abd.    | Abd.    | Abd.    | Abd.    | Abd.    | 13e     | Abd.    | 2               | 9e         |
| 1986   | Motor Racing Developments Ltd | BMW M12/13 L4 | Pirelli | Elio de Angelis  | 8e      | Abd.    | Abd.    | Abd.    |         |         |         |         |         |         |         |         |         |         |         |         | 2               | 9e         |
| 1986   | Motor Racing Developments Ltd | BMW M12/13 L4 | Pirelli | Derek Warwick    |         |         |         |         |         | Abd.    | 10e     | 9e      | 8e      | 7e      | Abd.    | Np.     | Abd.    | Abd.    | Abd.    | Abd.    | 2               | 9e         |

Légende : ici 